# Батави
Батави (на латински: Batavi) са германско племе, отделило се от хатите поради вътрешни разпри и заселило се около 50 пр.н.е., в устието на река Рейн, в римската провинция Белгика.
През 12 пр.н.е. са покорени от римляните, начело с Друз и оттогава нататък се считат за верни съюзници на Рим (gens foederata). Единственото изключение през годините е Въстанието на батавите през 69 г., когато успяват да превземат лагер на римските легионери Castra Vetera, в близост до съвременния град Ксантен. През 4 век салическите франки претопяват батавите.
Като племе, батавите се считали са добри ездачи и плувци. Летописците отбелязват техните мъжество и усърдие. От батавите е формирана част от императорската охрана в Рим. От батавите произлиза названието Батавия, употребявано в миналото по отношение на нидерландците.